# Jaime Salazar
Jaime Salazar Gutiérrez, né le 6 février 1931 à Mexico au Mexique et mort le 14 mars 2011, est un joueur de football international mexicain qui évoluait au poste de milieu de terrain.

## Biographie

### Carrière en club
Avec le Club Necaxa, il remporte une Coupe du Mexique.

### Carrière en sélection
Avec l'équipe du Mexique, il joue 8 matchs (pour aucun but inscrit) entre 1956 et 1957. 
Il figure dans le groupe des sélectionnés lors de la Coupe du monde de 1958. Il ne joue aucun match lors de la phase finale de cette compétition, mais joue tout de même trois matchs comptant pour les tours préliminaires de celle-ci.

## Palmarès
Club Necaxa
- Coupe du Mexique (1) :
  - Vainqueur : 1959-60.